# Obole (unité de masse)
Ne doit pas être confondu avec Obole (monnaie).
Pour les articles homonymes, voir Obole.
L'obole est une unité de masse employée dans l'Antiquité.

## Description
Dans la Grèce antique, chez les Athéniens, l'obole valait environ 75 centigrammes.
Cependant, le poids de l'obole est lié à celui de la drachme et varie avec le poids de la monnaie étalon.
L'obole représente souvent le 6ème de la drachme et pèse ainsi 0,73g pour la Drachme attique dite de Syracuse de 4,36g mais 1,04g pour la Drachme éginétique de 6,24 g.
L'obole n'étant que le quart de la Drachme corinthienne de 2,88g, elle pèse ici 0,72g.
Dans l'antiquité romaine, elle représentait environ 0,56 gramme, c’est-à-dire l'équivalent de trois fèves de caroube, ou bien 0,38 gramme soit 1/6 de drachme, selon les sources.
Dans son Dictionnaire universel de 1690, Antoine Furetière donne plusieurs définitions de l'obole comme poids.
En médecine, l'obole était un poids dont on se servait pour peser les drogues. Elle pesait dix grains, ou un demi-scrupule. Le scrupule est composé de deux oboles ou vingt grains. Il faut trois scrupules pour faire une drachme ou un gros et huit drachmes pour faire une once.
Le plus petit poids de la médecine est un grain : ce qui s'entend d'un grain d'orge bien nourri, médiocrement gros et qui n'est pas trop sec. Dix de ces grains font une obole, ou demi-scrupule. Le scrupule est composé de deux oboles ou 20 grains. 
Du Cange disait que l'obole pesait trois carats ou quatre grains d'orge.
Chez les Juifs, l'obole était un poids nommé gerah, qui pesait entre 12 et 16 grains. 
L'obole chez les Siciliens était le poids d'une livre.